# Piranga vermella
La piranga vermella (Piranga rubra) és un ocell de la família dels cardinàlids (Cardinalidae) que habita boscos i ciutats americans, criant des del sud-est de Califòrnia i de Nevada, Utah, Arizona, Iowa, Ohio i Virgínia, cap al sud, fins Baixa Califòrnia, Sonora, Durango i Nuevo León. En hivern ocupa les Antilles, sud de Mèxic, Amèrica Central i del Sud.